# 長峰藩
長峰藩（ながみねはん）は、越後国頸城郡長峯（現在の新潟県上越市）に存在した藩。長嶺藩とも記される。

## 概要
長峰藩は元和2年（1616年）7月、越後をそれまで治めていた松平忠輝が改易された後を受けて牧野忠成が5万石で入ったことで立藩された。忠成は長峰に入部するまでは上野国大胡藩2万石を領していたが、大坂の陣で武功を挙げたため、長峰に加増移封されたのである。
一説に、当時の長峰には城も無ければ城下町も無かったため、忠成はやむなく大胡に留まって長峰城の築城と城下町の形成に努めたという。しかし元和4年（1618年）、忠成は越後長岡藩6万4000石に加増移封されたため、忠成と牧野家家臣団の大部分は長峰城を未完成のまま、大胡から直接に長岡へ移ったとされる。これにより、その後は高田領に編入されたため、わずか2年で長峰藩は廃藩となった。
なお、長峰築城・城下町整備は相当程度進んでいたという現地調査の見解もあり、これを裏付けるように長岡に伝わる引っ越し名簿には「元和四年長峰ヨリ長岡江御引越御人数」と表記され、また牧野駿河守忠成の次男武成（後の与板藩祖内膳正康成）は元和3年(1617年)長峰に生まれている事実もあることから、大胡より直接長岡入りしたという伝承は今一度検討の余地があるとされる。
現在、長峰藩を物語るものとして土塁・空堀などの城址の一部と、城に由来する複数の地名が残っている。

## 歴代藩主
牧野家
譜代、5万石（1616年 - 1618年）。
1. 忠成（ただなり）従四位下、駿河守、右馬允。